# Grumman XF5F Skyrocket
Grumman XF5F Skyrocket byl prototyp dvoumotorového palubního stíhacího letounu. V době jeho vzniku začaly ve službě na amerických letadlových lodích jednoplošné letouny (Brewster F2A Buffalo, Grumman F4F Wildcat) vytlačovat dvouplošníky, přičemž jednoplošný Skyrocket byl novátorský i svou dvoumotorovou koncepcí. Objednán byl roku 1938 a první let absolvoval roku 1940. Na palubě letadlové lodě nebyl nikdy testován a nebyl ani zaveden do služby. Vznikla rovněž jeho pozemní varianta Grumman XP-50.

## Historie

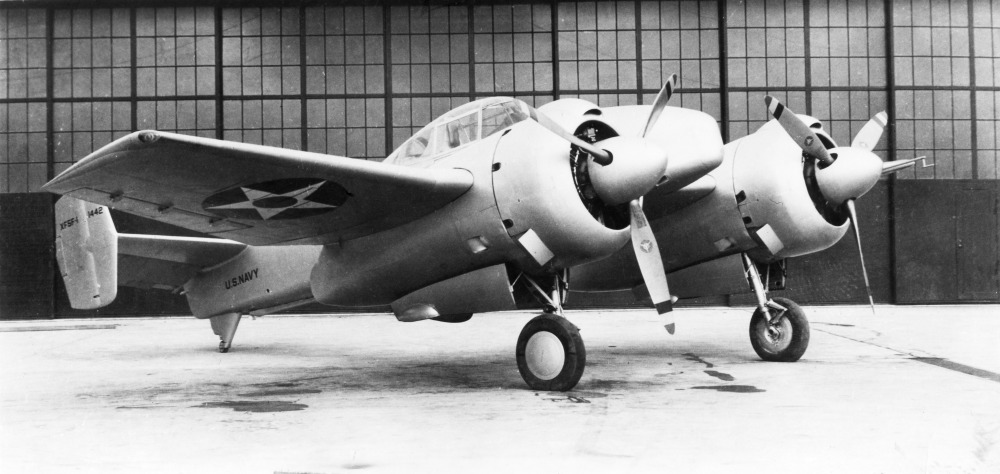
Grumman XF5F Skyrocket

V roce 1938 americké námořnictvo vypsalo soutěž na paubní stíhací letouny, v rámci které se utkaly prototypy Grumman XF5F Skyrocket (tovární označení Grumman G-34), Bell XFL Airabonita a Vought F4U Corsair. Do sériové výroby se nakonec dostal poslední z nich. Dvoumotorová koncepce XF5F byla pionýrská, neboť prvním dvoumotorovým letounem, testovaným na palubě letadlové lodě, byl teprve v roce 1936 francouzský Potez 56E. V USA byl jako první v srpnu 1939 testován Lockheed XJO-3, což byl upravený letoun Lockheed Model 12 Electra Junior.
Stavbu prvního prototypu XF5F-1 byla objednána 30. června 1938. První let prototypu proběhl 1. dubna 1940. Mezi přednosti letounu patřila mimořádná stoupavost, vysoká rychlost, dobrá obratnost a výhled z kabiny. Nedostatečně dimenzovaný podvozk se při jednom z přistání s přistávacím hákem dokonce zlomil. Prototyp byl průběžně vylepšován. V létě 1941 byla příď prodloužena mírně před náběžnou hranu křídla. Upraveny byly rovněž motorové gondoly a chlazení, byly přidány aerodynamické kryty vrtulí a Kokpit dostal nový, nižší překryt, což znižovalo aerodynamický odpor letounu.
Přestože XF5F prokázal své kvality, americké námořnictvo dalo přednost více konvenčnímu Grumman F6F Hellcat. Zkoušky Skyrocketu ale pokračovaly pro urychlení vývoje modernějšího palubního stíhače společnosti Grumman, který se na letadlové lodě prosadil jako Grumman F7F Tigercat. Prototyp XF5F definitivně dolétal, když byl 11. prosince 1944 poškozen při přistání na břicho.

## Popis
Byl to jednomístný dolnoplošník s dvojicí motorů Wright XR-1820-40 Cyclone. Krátký trup letadla nepřesahoval před nosnou plochu. Ocasní plochy byly dvojité. Letoun měl záďový zatahovací podvozek. Původně měl nést dva 25mm kanóny Madsen, ale protože nebyly k dispozici, byl vyzbrojen čtyřmi kulomety.  Nejprve to byla kombinace dvou 12,7mm kulometů M2 Browning a dvou 7,62mm kulometů M1919 Browning. Konečnou konfiguraci představovaly čtyři 12,7mm kulomety M2 Browning.

## Specifikace

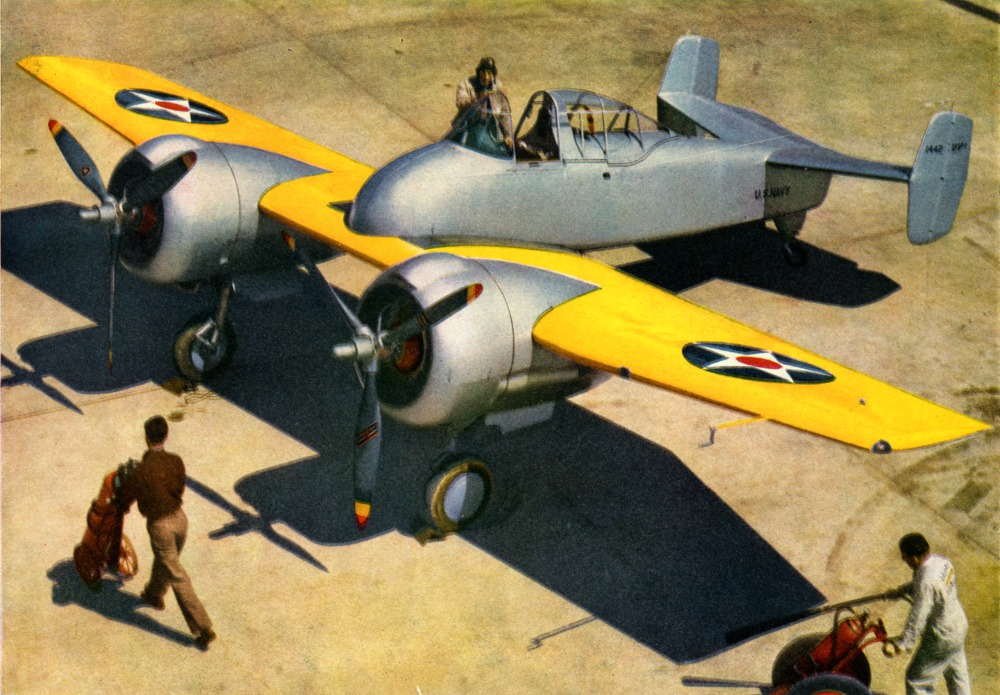
Grumman XF5F Skyrocket

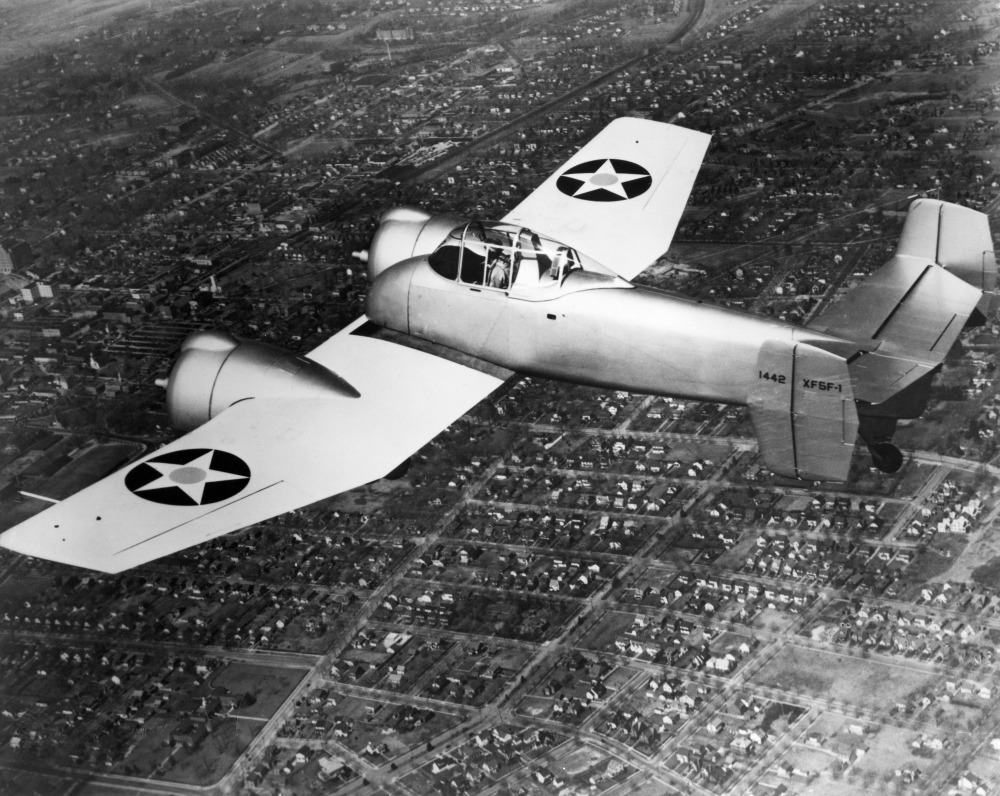
Grumman XF5F Skyrocket

Údaje dle

### Technické údaje
- Osádka: 1
- Rozpětí: 12,80 m
- Délka: 8,75 m
- Výška: 3,45 m
- Nosná plocha: 28,2 m²
- Hmotnost prázdného letounu: 3600 kg
- Vzletová hmotnost: 5 450 kg
- Pohonné jednotky: 2× vzduchem chlazený hvězdicový devítiválec Wright XR-1820-40/42 Cyclone
  - Výkon motoru: 1200 hp (895 kW)

### Výkony
- Maximální rychlost: 615 km/h
- Dostup: 11 000 m
- Stoupavost: 1219 m/min
- Dolet: 1800 km

### Výzbroj
- 4× 12,7mm kulomet M2 Browning
- 2× 75kg puma